# Abbazia di Villers-la-Ville
L'abbazia di Villers (in francese abbaye de Villers o abbaye de Villers en Brabant) è un antico monastero cistercense situato all'interno del comune di Villers-la-Ville, nella provincia del Brabante Vallone, in Belgio.
Il complesso venne edificato nel 1146 e successivamente abbandonato nel 1796 in seguito agli avvenimenti legati al corso della rivoluzione francese. Sin dal XIX secolo le strutture architettoniche dell'abbazia subirono un progressivo deterioramento e ad oggi la maggior parte del sito è ridotta allo stato di rovina.
 Attualmente (2022) il monastero di Villers è proprietà dello stato belga, i suoi resti sono classificati sia come  monumento che come  sito storico e fanno parte della liste du patrimoine immobilier exceptionnel de la Région wallonne.

## Edificazione e splendore
Nel 1146, dodici monaci cistercensi e tre frati laici provenienti dall'abbazia di Chiaravalle si stabilirono in una frazione dell'attuale comune di Villers-la-Ville, Marbais, con l'intenzione di fondare una comunità abbaziale autonoma nei territori previamente donati all'ordine dal signore locale Gauthier de Marbais. Fu così che nacque il sito oggi noto come  Villers I. Successivamente, durante una visita dello stesso san Bernardo di Chiaravalle, la comunità monastica decise di spostarsi più in basso, nella valle del piccolo fiume Thyle, affluente del Dyle.
Nel giro di pochi mesi venne dunque edificato un secondo complesso (per l'appunto,  Villers II). Agli albori del XIII secolo i monaci si trasferirono nuovamente e l'abbazia fu integralmente ricostruita nel sito attuale (Villers III): il coro venne ultimato nel 1217, la cripta nel 1240 e il refettorio nel 1267 mentre l'opera di edificazione della chiesa ebbe termine unicamente verso la fine del secolo, dopo circa settanta anni di lavoro. Tali eventi segnarono l'inizio dell'apogeo per la nuova comunità monastica, che ottenne sempre crescente fama ed accrebbe la propria importanza.
Cronisti dell'epoca attribuivano all'abbazia di Villers una popolazione di cento monaci e trecento laici, anche se con tutta probabilità questi numeri rappresentano delle esagerazioni e non corrispondono al vero storico. Il benessere della comunità è altresì testimoniato dal vertiginoso ampliamento dei possedimenti del monastero, che arrivarono a comprendere circa 100 km² fra boschi, pascoli e campi. Persino un'altra abbazia, quella di Grandpré, ricadde nell'orbita di Villers-la Ville. In questo periodo, uno dei personaggi storici di maggior rilievo per l'abbazia fu il poeta Arnolfo di Lovanio, il quale ne redasse gli annali dalla fondazione sino al 1240 prima di ritirarsi a vita privata.

## Decadenza e abbandono

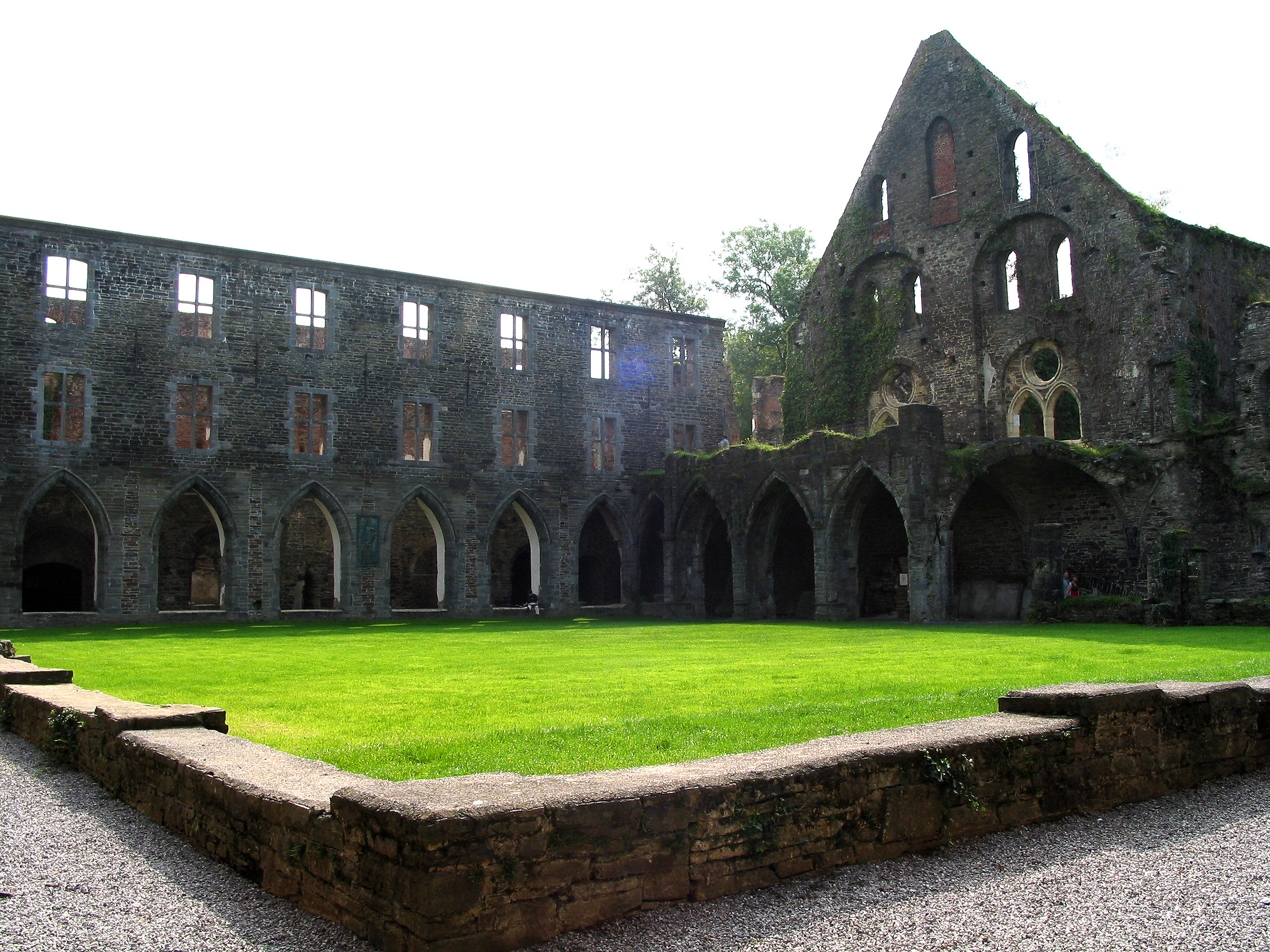
Rovine della parte Sud-Orientale del chiostro

La fine del medioevo segnò ineluttabilmente la decadenza del monastero. Durante il XVI secolo la comunità di Villers si ritrovò suo malgrado direttamente coinvolta negli avvenimenti che precedettero la guerra degli ottant'anni: nel 1544 una campagna condotta in loco dai Tercios di Carlo V d'Asburgo causò ingenti danni alla chiesa ed al chiostro che vennero parzialmente riparati soltanto nel 1587. I contatti con gli iberici non portarono unicamente disordini e saccheggi, ma si tradussero anche in un consistente flusso di uomini: agli inizi del XVII secolo, ad esempio, il cronista e storico Crisóstomo Henríquez, appartenente alla congregazione spagnola dell'ordine cistercense, si trasferì nel Brabante e scrisse una Storia dell'abbazia. A partire dal 1600 e poi durante tutto il secolo successivo la decadenza del monastero si acuì fino a ridurne significativamente le ricchezze e la popolazione. Infine, nel 1796, i rivoluzionari soppressero la comunità abbaziale e vendettero l'intero complesso ed i territori circostanti ad un privato.

## XIX secolo e gestione attuale
Nel 1855 parte del monastero fu distrutta a causa dei lavori della linea ferroviaria tra Lovanio e Charleroi, in quanto il tracciato passava proprio per i territori dell'abbazia.
Nel 1893 il governo belga acquisì il sito e si adoperò con impegno in un grande sforzo di conservazione. Nel 1973 l'abbazia fu inclusa nella lista dei siti storici ufficiali, e di conseguenza s'avviò un processo di restauro sui resti dei numerosi edifici superstiti, tra cui il chiostro, il refettorio e le cucine. Dal 1992 il monastero è gestito dalla Association pour la Promotion Touristique et Culturelle de Villers (APTCV).
Le rovine della chiesa sono un perfetto esempio di architettura cistercense, in quanto sono ancora ben conservati e perfettamente visibili alcuni dei suoi elementi caratteristici come rosoni, volte e archi.

## Personaggi storici legati all'abbazia
- Arnolfo di Lovanio, monaco e poeta nativo dell'omonima città fiamminga.
- San Bernardo di Chiaravalle, Santo e Dottore della Chiesa.
- Crisóstomo Henríquez, storico e monaco spagnolo.

Inoltre, i seguenti personaggi sono sepolti all'interno dell'abbazia di Villers:
- Enrico II di Brabante.
- Sofia di Turingia, duchessa di Brabante.
- Giovanni III di Brabante.
- Giuliana di Cornillon.

## Galleria d'immagini

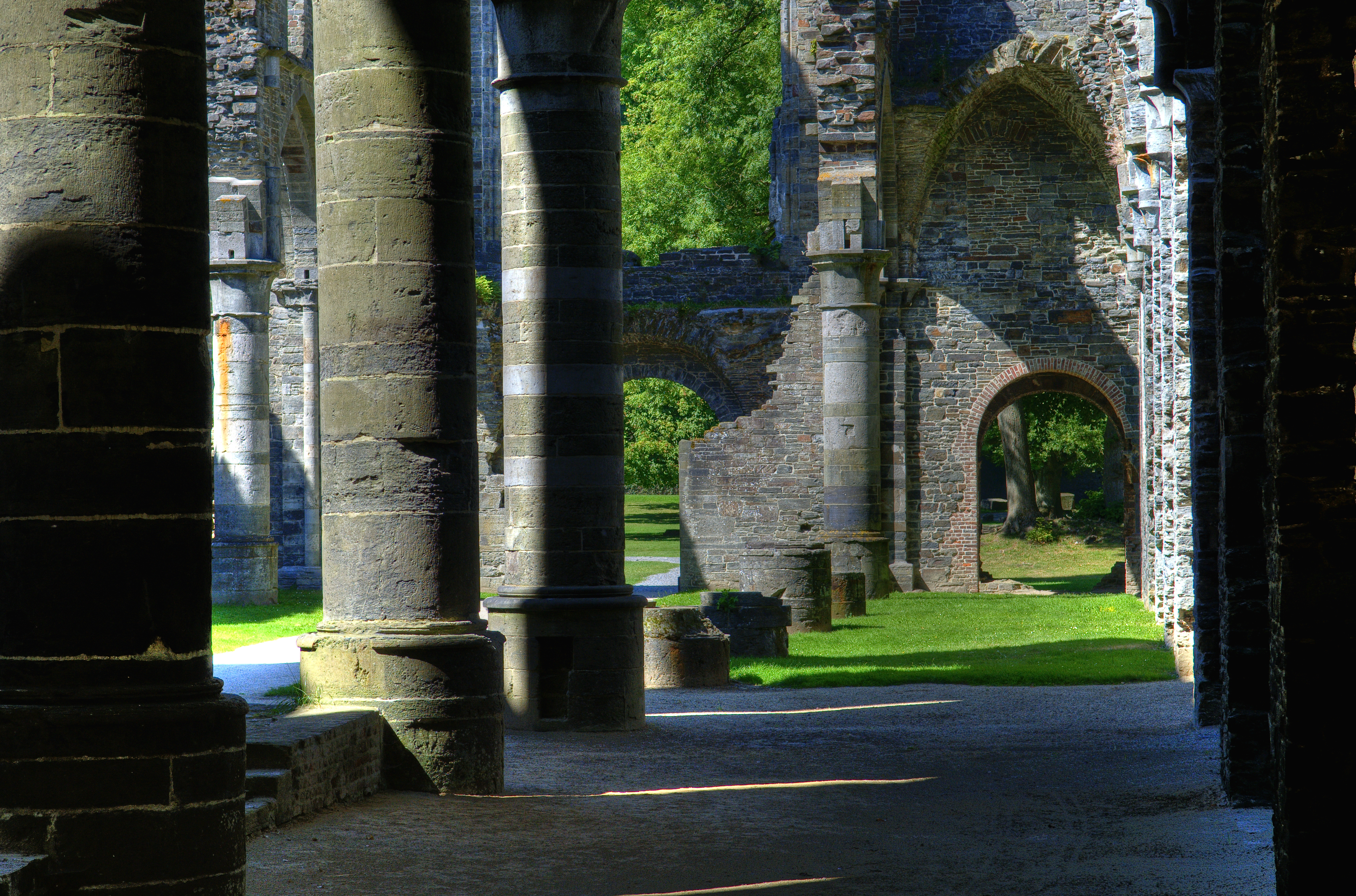
Il porticato
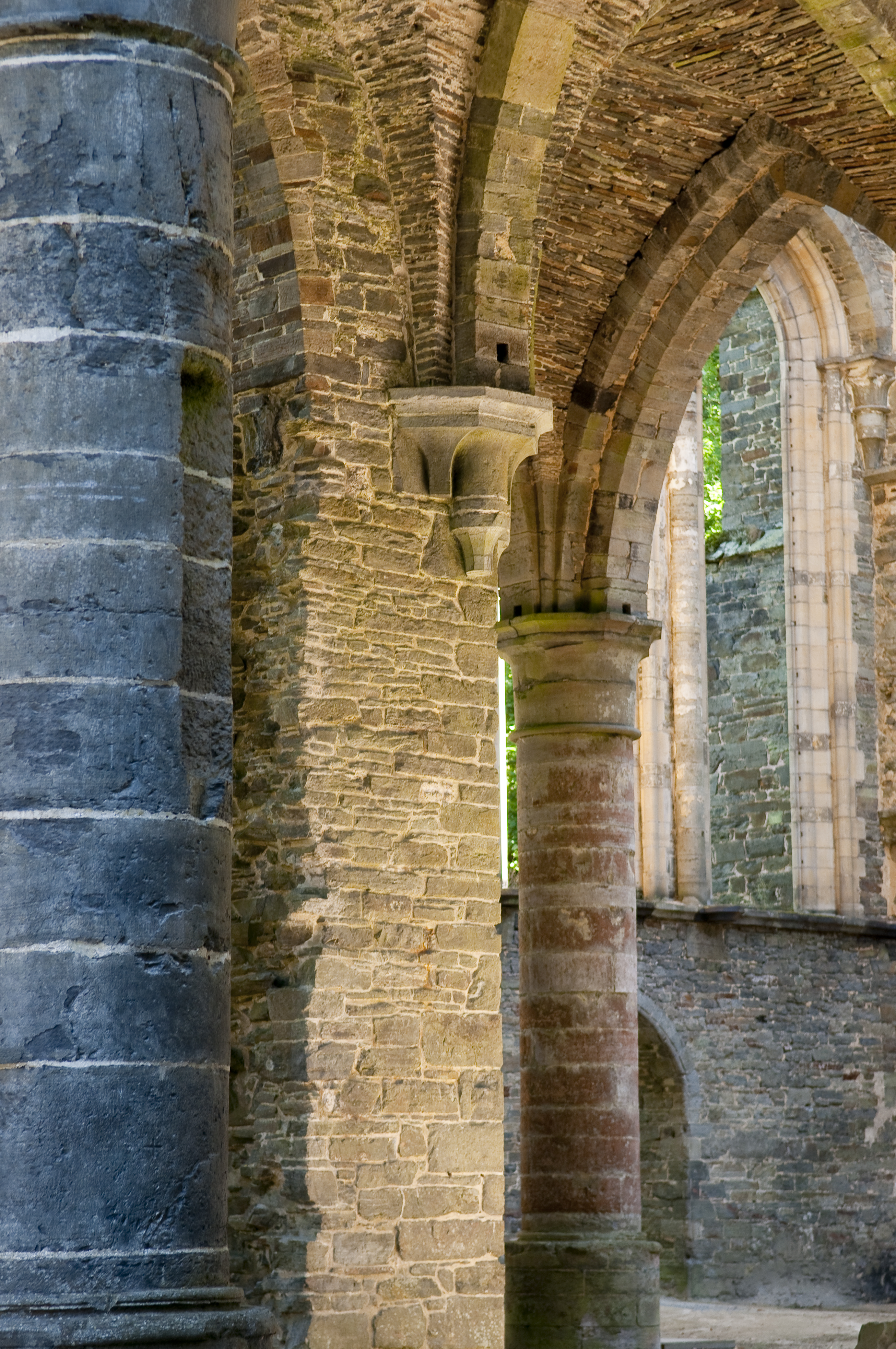
Particolare della colonna
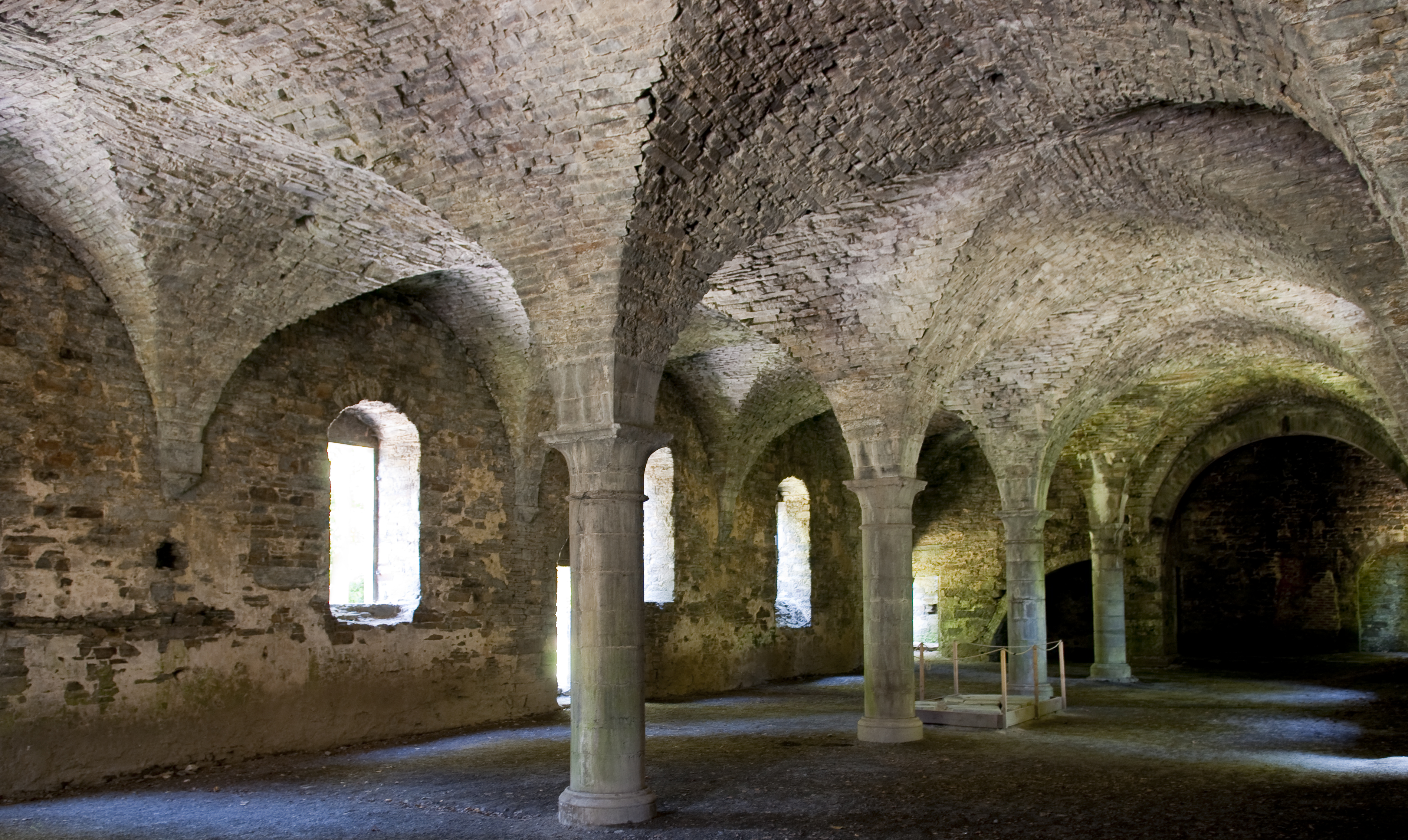
Il refettorio
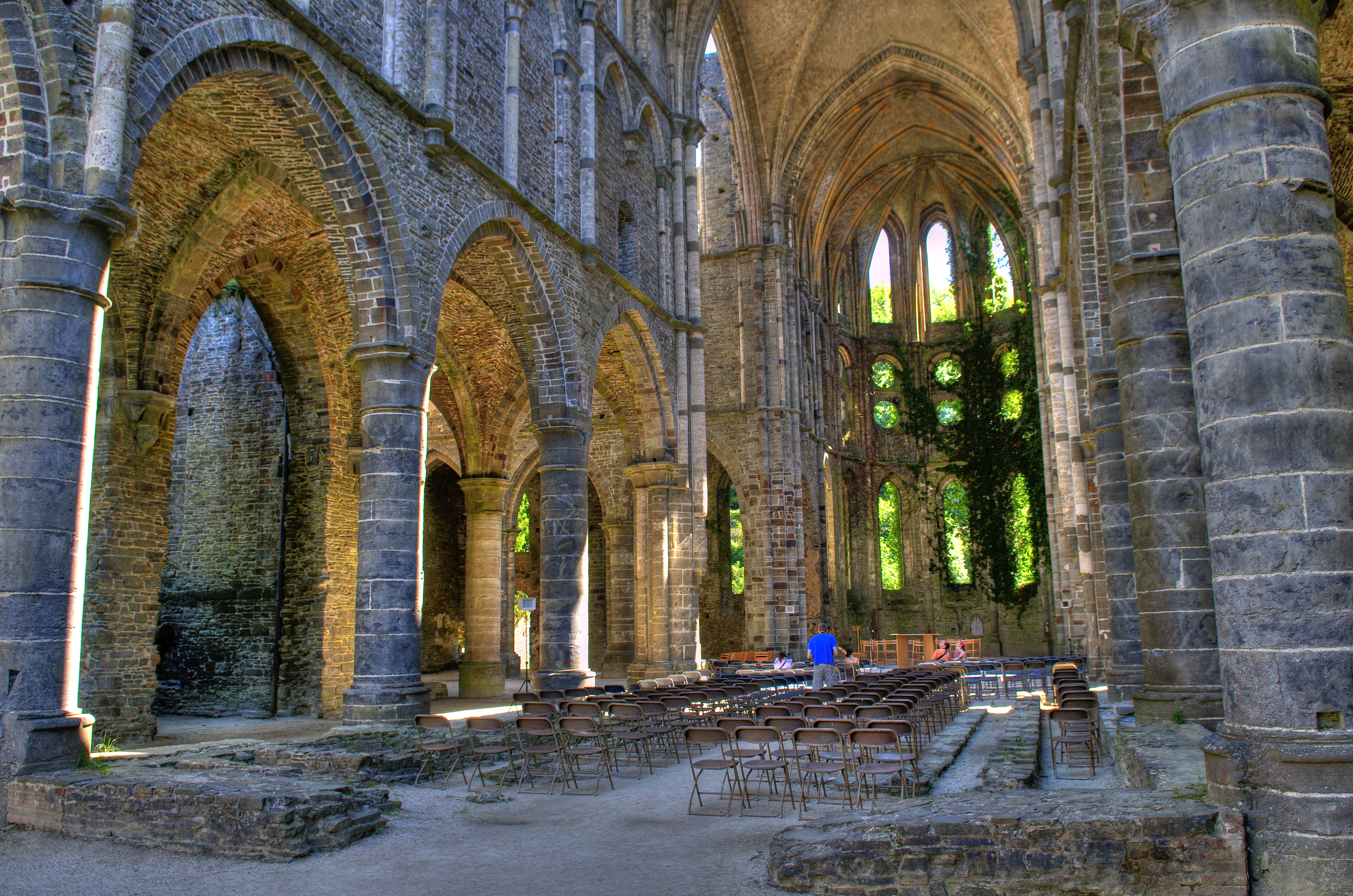
Veduta interno
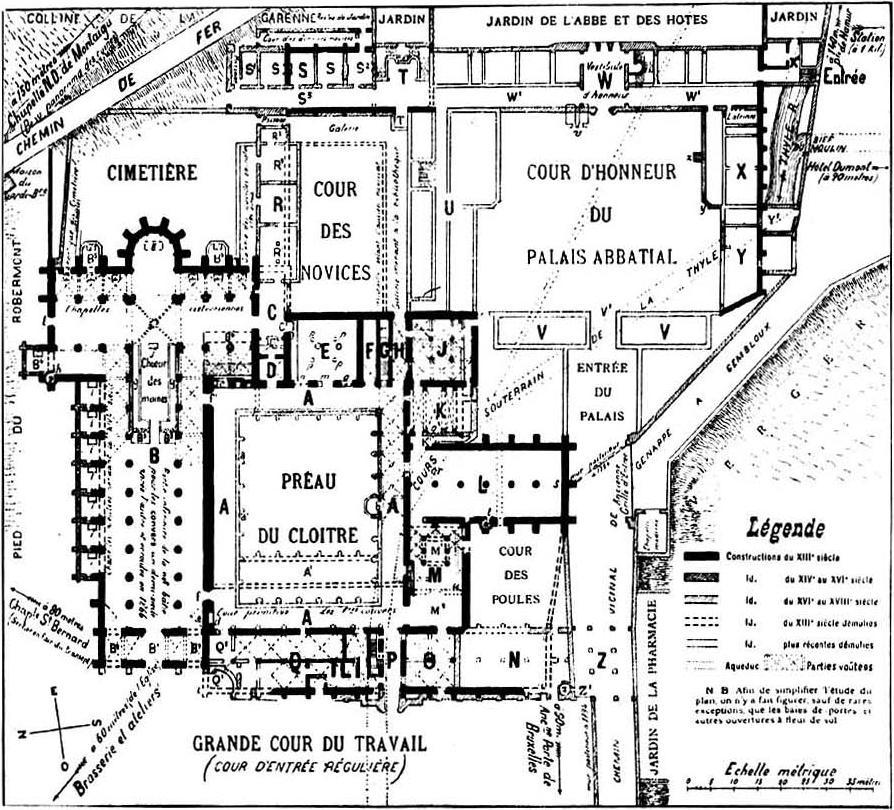
Pianta del complesso